# 渡辺浩司 (競艇選手)
渡辺 浩司（わたなべ こうじ、1983年11月13日 - ）は、大分県出身福岡県在住の競艇選手。登録番号4256。身長168cm。血液型A型。93期。同期に齊藤優、長田頼宗、馬場貴也らがいる。弟の渡辺崇も競艇選手（登録番号 4474）である。

## 来歴
- やまと競艇学校時代は、リーグ戦勝率6.26（準優出6 優出3 第2戦優勝）の成績を残した。
- 2003年11月16日、福岡競艇場でデビュー（4着）。
- 2004年1月14日、宮島競艇場での「第26回九スポ杯競走」5日目2Rで初勝利（31走目）。
- 2006年7月10日、若松競艇場での「G3 2006新鋭リーグ戦競走第12戦」で初優出（4着）。
- 2009年3月8日、鳴門競艇場での「日本トーター杯競走」で初優勝。
- 2009年8月26日、住之江競艇場での「KANSAI1週間10周年記念 カンイチ激速カップ」で2度目の優勝。
- 2010年1月23日、浜名湖競艇場での「G1共同通信社杯 第24回新鋭王座決定戦競走」5日目10R準優勝戦でデビュー初のフライング。デビューからの選手責任スタート無事故記録を継続中であったが、記録は1,384走でストップとなった。
- 2010年9月14日、多摩川競艇場での「第43回報知新聞社賞」で3度目の優勝。

## 選手特徴
デビューからの選手責任スタート無事故記録1,384走という記録を持つが、スタートに慎重というわけではなく、近年はむしろスタート速攻派に位置する。
下記は、渡辺のスタートに関するエピソードである。
- 訓練生時代、やまとリーグ第2戦優勝戦では4艇がフライングをしたが、渡辺は0.08のスタートを決め、恵まれで優勝した。
- 鳴門競艇場で初優勝をしたレースでは、1号艇で出走していた中村有裕のフライングによる恵まれでの優勝だった。
- 2回目の優勝となった住之江競艇場のレースでは、同じレースに現役フライング最多記録を保持している上島久男も優出しており、スタート事故の記録を持つ2人の直接対決となった。（結果は渡辺が優勝、上島は3着）
- デビューからフライングなしという記録は天野友和（登録番号3905）の2,908走という記録がある。ただし天野はこの間に選手責任の出遅れが2回あるため、デビューからの選手責任スタート無事故記録は渡辺の1,384走になる。